# Sapphirina fulgens
Sapphirina fulgens is een eenoogkreeftjessoort uit de familie van de Sapphirinidae. De wetenschappelijke naam van de soort is voor het eerst geldig gepubliceerd in 1836 door Templeton.